# Operazione Retribution
Operazione Retribution è il nome del blocco aereo e navale durante la seconda guerra mondiale progettato per impedire l'evacuazione via mare delle forze dell'Asse dall'occupata Tunisia alla Sicilia. Fu il blocco equivalente all'evacuazione dello spazio aereo dell'Operazione Flax. Le forze dell'Asse furono isolate nel nord della Tunisia e dovettero affrontare un ultimo assalto alleato.
L'ammiraglio britannico Andrew Cunningham, comandante navale alleato, avviò l'operazione il 7 maggio 1943, con il segnale colorato "Affonda, brucia e distruggi. Non lasciare passare nulla". Egli aveva anche chiamato l'operazione "Retribution" in ricordo delle perdite che le sue forze del cacciatorpediniere avevano subìto durante le operazioni tedesche in Grecia e a Creta. I tedeschi non furono in grado di organizzare uno sforzo significativo di salvataggio.
La difficile situazione dell'Asse era stata riconosciuta in precedenza ed era previsto un tentativo su larga scala per evacuare il personale dell'Asse. Pertanto, a tutte le forze leggere navali disponibili fu ordinato di concentrarsi a Malta o Annaba attraverso aree specifiche di pattugliamento. Per ottenere ciò, i movimenti dei convogli furono limitati per rilasciare le loro scorte. La flotta italiana doveva intervenire, e di conseguenza le corazzate HMS Nelson e Rodney e la portaerei HMS Formidable furono trasferiti ad Algeri preposti per una grande azione.
Alla fine la flotta italiana non lasciò il porto e non vi fu alcun tentativo organizzato di evacuare via mare le forze dell'Asse. Due navi di rifornimento in rotta verso la Tunisia furono intercettate e affondate. Le flottiglie costiere britanniche MTB e le imbarcazioni americane PT intercettarono le piccole imbarcazioni e fecero irruzione nelle acque intorno a Ras Idda e Kélibia. L'unica minaccia significativa per le forze marittime erano gli attacchi del fuoco amico da parte degli aerei alleati, ma in seguito furono dipinte macchie rosse di riconoscimento sulle navi. Gli alleati catturarono 897 uomini; 653 tra tedeschi e italiani sarebbero fuggiti in Italia e un numero imprecisato sarebbe annegato.
Le forze dell'Asse in Nordafrica, strette in una piccola area con rifornimenti minimi e affrontando avversari ben forniti, si arresero il 13 maggio. I porti nordafricani furono rapidamente ripuliti e preparati a sostenere le imminenti invasioni dell'Europa meridionale. La 12ª, 13ª e 14ª flottiglia dragamine da Malta, due gruppi di pescherecci da traino e navi più piccole ripulirono i campi minati del Canale di Sicilia fino a Tripoli, rimuovendo quasi 200 mine navali ormeggiate. Il 15 maggio Cunningham segnalò che "il passaggio attraverso il Mediterraneo era libero" e che i convogli da Gibilterra ad Alessandria potevano essere avviati immediatamente. Così la rotta diretta tra Gibilterra e Alessandria, chiusa dal maggio 1941, fu riaperta con enormi risparmi sulle navi e sulle loro scorte.